# Andreasthal

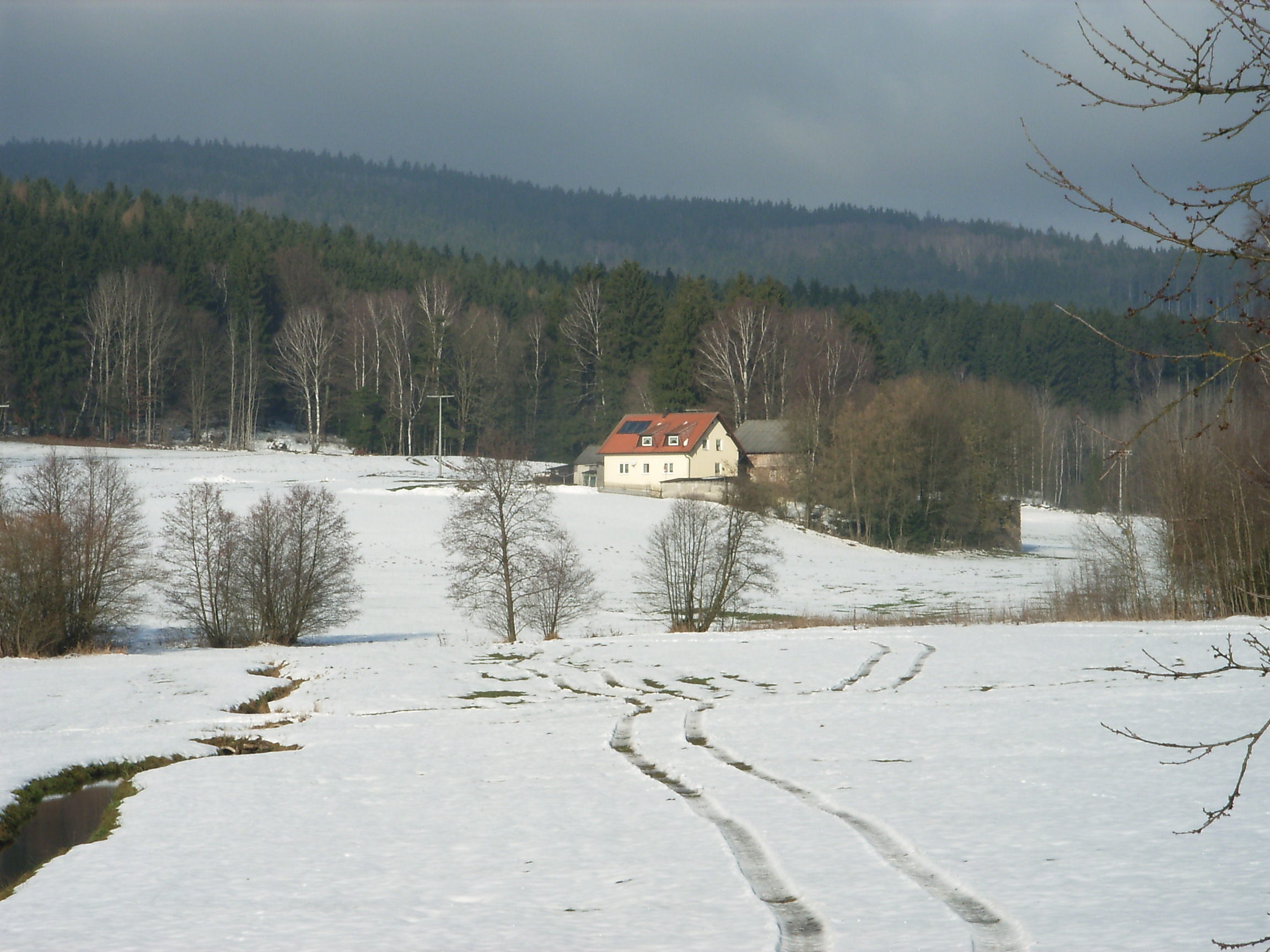
Andreasthal im Winter (2012)

Andreasthal ist ein Ortsteil der Gemeinde Weiding im Oberpfälzer Landkreis Schwandorf in Bayern.

## Geographische Lage
Die beiden Gebäude der Einöde Andreasthal liegen im Tal des Hüttenbachs südlich von Stadlern. Andreasthal ist, von Stadlern aus gezählt, die fünfte Mühle im Hüttenbachtal (davor: Stadlermühle, Tabakmühle, Cäcilienmühle (Ruine), Sägmühle). Weiding liegt rund zwei Straßenkilometer westlich. Der ehemalige Mühlgraben ist zugeschüttet und es sind nur noch wenige Spuren davon erhalten.

## Geschichte
Zum Stichtag 23. März 1913 (Osterfest) wurde Andreasthal als Teil der Pfarrei Weiding mit einem Haus und zehn  Einwohnern aufgeführt.
Am 31. Dezember 1990 hatte Andreasthal drei Einwohner und gehörte zur Pfarrei Weiding.